# Sottinamo
Sottinamo (Crypturellus berlepschi) är en fågel i familjen tinamoer inom ordningen tinamofåglar.

## Utseende och läte
Sottinamon är en mycket mörk hönslik fågel. Fjäderdräktenb är mörkgrå, men kan i skugga framstå som nästan svart. Benen, ögonen och näbbroten är alla rödaktiga. Ingen annan tinamo i dess utbredningsområde har en enfärgat mörk fjäderdräkt. Sången består av en kort och ljus, fallande vissling som upprepas var tionde till femtonde sekund.

## Utbredning och systematik
Fågeln förekommer i tropiska skogar från nordvästra Colombia till nordvästra Ecuador. Den behandlas som monotypisk, det vill säga att den inte delas in i några underarter.

## Levnadssätt
Sottinamon hittas i låglänt regnskog. Där rör den sig på marken genom skuggig undervegetation och kan därför vara svår att få syn på. Arten uppmärksammas oftast på sina läten.

## Status och hot
Arten har ett stort utbredningsområde, men tros minska i antal, dock inte tillräckligt kraftigt för att den ska betraktas som hotad. Internationella naturvårdsunionen IUCN listar arten som livskraftig (LC).

## Namn
Arten är namngiven efter den tyske ornitologen Hans von Berlepsch.